# Afwatering

Windmotor voor polderbemaling

Afwatering is het afvoeren van een overschot aan water en als zodanig een onderdeel van de waterkringloop. Dit wordt ook het uitslaan van het water genoemd.
In het grootste deel van de wereld is de afwatering natuurlijk of wordt die met waterbouwkundige kunstwerken zoals dijken en waterkeringen in toom gehouden. Het water vloeit weg in het grondwater, of stroomt naar rivieren, meren en de zee. In dichtbevolkte en laaggelegen gebieden, zoals de kustvlakte van West-Vlaanderen, het grootste deel van Nederland en een deel van Noord-Duitsland is dit niet voldoende voor de eisen die de mens sinds de vroegmoderne tijd stelt aan zijn omgeving. In dergelijke gebieden wordt de waterhuishouding actief gereguleerd, onder andere met spuisluizen en pompgemalen of watermolens. 
In Nederland is een fijnmazig stelsel van sloten aangelegd, waar ontwaterde percelen hun water in lozen. Via kanalen en boezems stroomt het water naar het lozingspunt van het gebied.
Er zijn twee soorten afwatering:
- Er is sprake van natuurlijke afwatering als het water op een natuurlijke wijze via het lozingspunt het gebied verlaat. Hierbij kan het gebied óf te allen tijde, óf alleen bij eb afwateren.
- Er is sprake van kunstmatige afwatering als het water met hulpmiddelen, zoals een pompgemaal of watermolen, afwatert uit het gebied, bijna altijd een polder. In geval van kunstmatige afwatering zegt men dat een gemaal of molen uitslaat op het betreffende oppervlaktewater. In ruimere zin wordt dit ook van waterschappen gezegd. Zo sloegen de voormalige Oost-Groningse waterschappen Eindelijk, Uiterburen en De Vennen alle uit op het Papendiep.